# Psilocera crassispina
Psilocera crassispina är en stekelart som först beskrevs av Thomson 1878.  Psilocera crassispina ingår i släktet Psilocera och familjen puppglanssteklar. Arten är reproducerande i Sverige. Inga underarter finns listade i Catalogue of Life.